# 汤旺河区
汤旺河区是黑龙江省伊春市曾经存在的一个区。
2019年7月伊春市行政区划调整，汤旺河区和原乌伊岭区并入新设立的汤旺县。

## 行政区划
汤旺河区下辖14个类似乡级单位：乌伊岭镇、汤旺河镇、汤旺河林业局和乌伊岭林业局。
2016年前，汤旺河区还辖有2个街道：河南街道和河北街道，伊政函【2016】86号文件将河南街道和河北街道撤销，下辖地区由汤旺河区直辖。